# Anton Thomsen
Anton Ludvig Christian Thomsen (født 20. juli 1877 i Stubbekøbing, død 18. september 1915 i København) var en dansk filosof. Han var søn af maleren Carl Thomsen. 
Thomsen blev student 1895 og filosofisk magister 1901. Han skrev afhandlingen Ding an sich (Kant-Studien VIII), Orthia (Studier for Sprog og Oldtidsforskning 1902), blev dr. phil. 1905 på afhandlingen Hegel, Udviklingen af hans Filosofi til 1806. I 1911 kom første (og eneste) del af David Hume, hans Liv og hans Filosofi. Samme år kom et lille skrift Religion og Religionsvidenskab. Thomsen, der hidtil væsentlig havde ernæret sig ved manuduktion til filosofikum, blev 1915 Høffdings efterfølger som professor i filosofi; men efter tre forelæsninger bukkede han under for en voldsom nervesygdom. Temperamentsfuldt arbejdede Thomsen, der var begyndt som elev af Høffding, for at betragte al religion rent psykologisk og mod alt det, han anså for teologisk pseudovidenskab og mysticisme.
Han var gift med Olga Eggers.